# Liberalismul românesc
Liberalismul românesc este un curent ideologic, social-politic, economic si național, desprins din realitațile societații românești și apărut în prima jumătate a secolului al XIX-lea care a evoluat în condițiile luptei de emancipare socială și națională din sec XIX (lupta pentru autonomie, unire și independență a Principatelor).
Originile liberalismului românesc trebuiesc căutate în evoluția internă specifică a societații românești, incadrându-se curentului liberal european.
Curentul liberal se individualizează și se consolidează odata cu Revoluția de la 1848 când sunt puse bazele programului social-politic, economic și național.

## Baza socială
Liberalii reprezentau interesele burgheziei în formare (bancheri, comercianți, industriași, meșteșugari, meseriași), ale intelectualitații (avocați, medici, funcționari din aparatul administrativ, studenți, profesori, juriști).
Dupa instalarea printului străin pe tronul României și adoptarea Constituției de la 1866, liberalii, aflati la guvernare, se vor remarca prin ample măsuri care vizau modernizarea și industrializarea României.

## Doctrina liberală
Doctrina liberală a apărut ca o alternativă la vechiul sistem de gândire și acțiune social-politic feudal bazat pe puterea absolută a domnitorului, pe categoriile privilegiate si pe conservatorism;ea cuprinde o serie de principii pe plan social-politic, economic și național:
- pe plan social:
  - instaurarea unui regim parlamentar-constituțional bazat pe supremația legilor, separerea puterilor în stat, pe pluralism politic si toleranță, pe respectarea drepturilor si libertaților democratice ale omului și implicit pe o interventie limitată a statului în viata societătii, statul menținându-și un rol de arbitru în societate (libertatea politică a individului înseamnă independența acestuia în raport cu statul, absența constrângerii)
  - liberalismul susține evoluția pasnică și progresul permanent al societații umane, liberalii sustinând chiar adoptarea unor reforme radicale pentru a menține echilibrul social, dar opunându-se total revoluțiilor violente pentru a schimba o orânduire  social-politică (din acest motiv criticau pe socialisti și social-democrați).
- pe plan economic:
  - libertatea economică se transpunea in viată prin economie de piață, bazată pe încurajarea initiativei private și liberă concurență precum și pe respectarea proprietații private
  - pentru a sprijini dezvoltarea economică, comercială și industrială a României, în conditiile în care țara era înapoiata economic datorită invecinarii cu imperiile absolutiste multi-naționale, liberalii sustineau intervenția statului în desfașurarea proceselor economice
  - principiul economic de bază (politica economică) era "prin noi înșine", mai precis adoptarea unei politici protecționiste prin majorarea tarifelor vamale pentru a împiedica pătrunderea marfurilor străine in România în scopul încurajarii productiei agricole si industriale autohtone. De asemenea statul sprijinea meseriașii, comercianții și industriașii autohtoni(fiscal prin sistemul de credit (banci-BNR) si prin scutiri de taxe si impozite pentru industriașii români). Cadrul legislativ ce a transpus în practică politica economică "prin noi înșine", a fost elaborat după obținerea independenței (Legile principale - 1886, 1887)
  - extinderea rețelei de drumuri si căi ferate
  - in privința pătrunderii capitalului străin în economia românească (sub forma unor investitii (imprumuturi acordate statului) pentru dezvoltarea unor ramuri industriale, utilaje, specialiști, dețineri de acțiuni la firme sau bănci), liberalii acceptau cooperarea cu capitalul străin, dar doreau ca acest lucru să se facă sub formă de colaborare, nu de acaparere (nu doreau instituirea unei dependențe a economiei românești de investitori occidentali).
- pe plan național:
  - liberalii militau pentru respectarea si consolidarea autonomiei (înlaturarea dominației străine - otomane)
  - liberalii au actionat consecvent pentru unirea Principatelor (în alianță cu conservatorii), pentru aducerea prințului străin pe tronul României, pentru consolidarea statului național român modern, pentru obținerea independenței, proclamarea Regatului si pentru desăvârșirea unitații naționale a României in 1918.

## Istorie

### Precursori

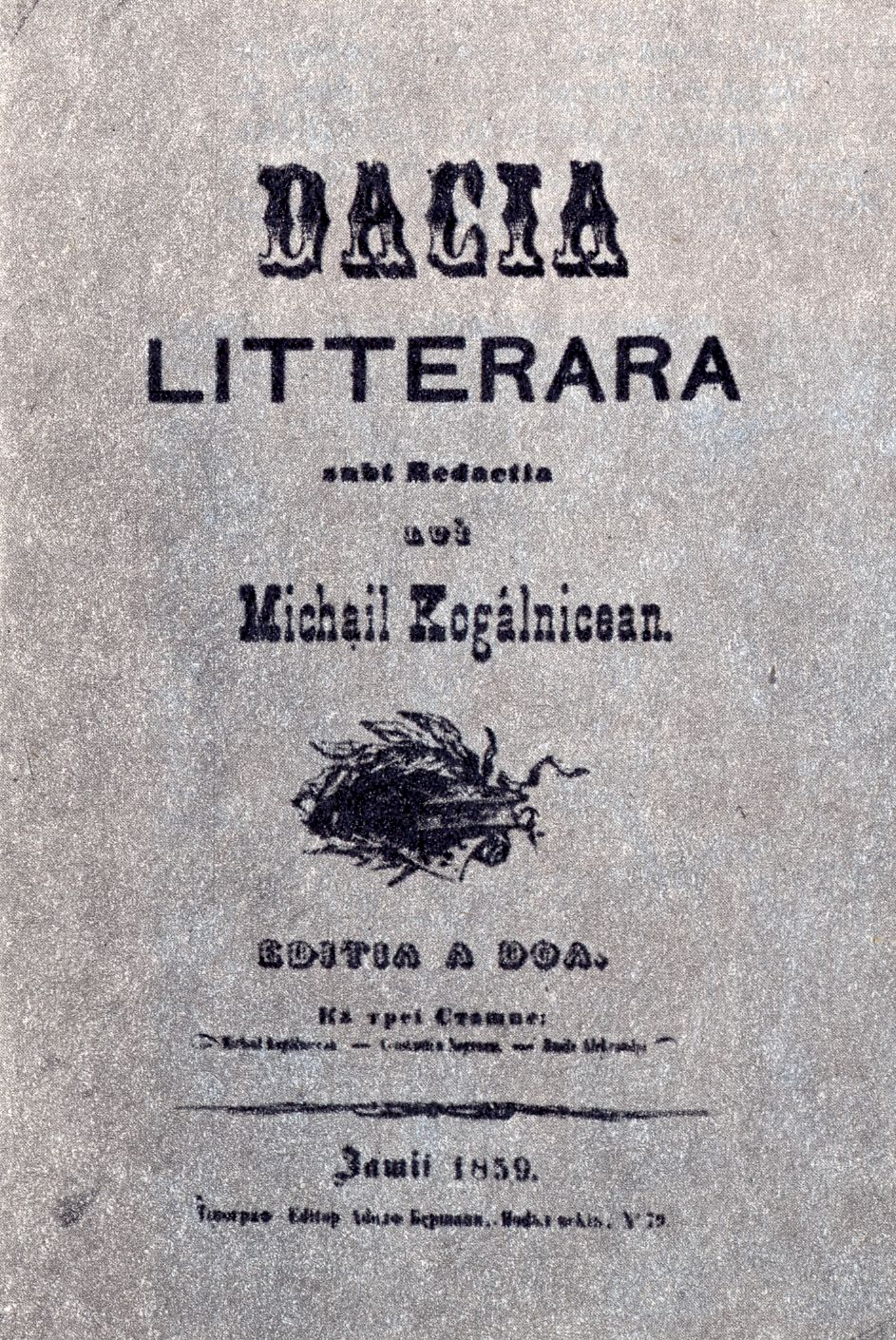
Dacia literară, 1859

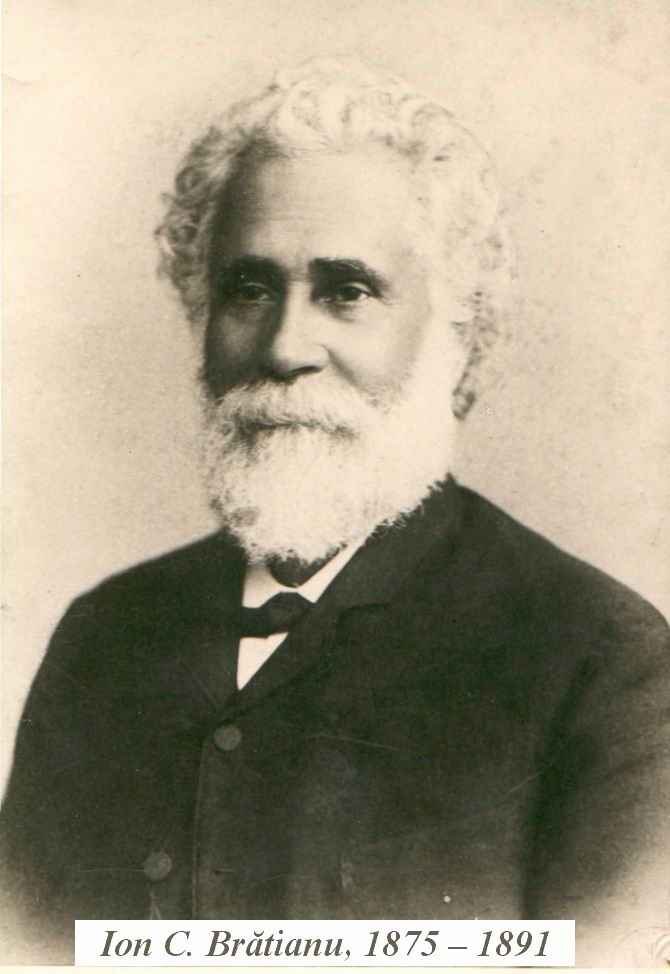
Ion C. Brătianu

- 1822: Ionica Tăutu, care reprezintă un grup de boieri de rang scăzut din Moldova, a propus un proiect constituțional cu principii liberale și republicane
- 1834: Ion Câmpineanu conduce opoziția liberală în fața influenței ruse în  Adunarea Națională a Munteniei.
- 1840: Mitică Filipescu conduce un grup conspirativ în Valahia, după modelul carbonari
- 1840: Mihail Kogălniceanu publică Dacia literară, o revistă în care prezintă idealurile pașoptiste în articolul Introducție
- 1845: Studenți radicali din Valahia și Moldova fondează Societatea studenților români de la Paris
- 1848: Are loc revoluția moldovenească, insă fară mari succese, în care liberli emit o Petiție.
- 1848: Are loc Adunarea de la Blaj, în contextul revoluțiilor ce au loc în interiorul Imperiului Austriac.
- 1848: Are loc o revoluție în Țara Românească - liberali formează un guvern provizoriu, în București, dar sunt divizați în privința opiniilor pe tema reformei agrare, în jurul lui Nicolae Bălcescu formându-se un curent radical.
- 1856: Curentul liberal formează o majoritate reprezentată prin Partida Națională, partid ce sprijinea uniunea Principatelor Dunărene
- 1859: Dupa unire, liberalii au format un grup distinct în Parlamentul României
- 1864: Domnitorul Alexandru Ioan Cuza a creat un regim personal, pentru a trece legislația liberală împotriva opoziției
- 1866: Liberali de prim rang susțin indepărtarea lui Cuza de pe tron; o fracțiune liberală se opune față de noua constituție formată pe baza documentului Fracțiunea liberă și Independența, influențată de Simion Bărnuțiu și inițiat de Nicolae Ionescu

### Partidul Național Liberal
- 1875:  Curentul liberal este organizat în Partidul Național Liberal, condus de Ion Brătianu
- 1884:  Un grup formează Partidul Radical, condus de C.A. Rosetti și George Panu
- 1899:  Partidul Național Liberal absoarbe partidul de aripă dreaptă Partidul Muncitoresc Social-Democrat Român
- 1918: Partidul Țărănesc absoarbe Partidul Național Liberal format în jurul lui Constantin Stere
- 1929: Este format Partidul Național Liberal-Brătianu
- 1931: Un grup formează Partidul Liberal Democrat, care a rămas fără succes. În același an majoritatea membrilor Partidului Brătianu se reîntorc în Partidul Național Liberal
- 1938: Restul Partidului Brătianu se întoarce în Partidul Național Liberal
- 1938: Partidul este interzis de către Carol al II-lea
- 1944: Partidul își reia activitățile
- 1944: Un grup formează Partidul Național Liberal-Tătărăscu
- 1947: Partidul este interzis de regimul comunist
- 1990: Partidul este refondat de Radu Câmpeanu
- 1990: O fracțiune de tineret a Partidului Național Liberal a format Partidul Liberal Aripa Tânără
- 1991: Un grup formează Partidul Național Liberal-Convenția Democrată
- 1995: Partidele Liberale au fuzionat în 1993 în Partidul Național Liberal, Partidul Național Liberal-Câmpeanu separându-se însă de acesta
- 1998: Partidul fuzionează cu Partidul Alianța Civică
- 2002: Alianța pentru România s-a alăturat Partidului Național Liberal
- 2003: Uniunea Forțelor de Dreapta  și Partidul Național Liberal-Câmpeanu a intrat în partid